# 8:30
Albums de Weather Report
Mr. Gone
(1978) Night Passage
(1980)
8:30 est un album live du groupe de jazz fusion Weather Report.
Il est paru en 1979.

## Liste des titres
| No  | Titre                             | Auteur                                     | Durée |
| --- | --------------------------------- | ------------------------------------------ | ----- |
| 1.  | Black Market                      | Joe Zawinul                                | 9:47  |
| 2.  | Scarlet Woman                     | Alphonso Johnson,Wayne Shorter,Joe Zawinul | 8:42  |
| 3.  | Teen Town                         | Jaco Pastorius                             | 8:01  |
| 4.  | A Remark You Made                 | Joe Zawinul                                | 6:55  |
| 5.  | Slang                             | Jaco Pastorius                             | 4:45  |
| 6.  | In a Silent Way                   | Joe Zawinul                                | 2:47  |
| 7.  | Birdland                          | Joe Zawinul                                | 7:13  |
| 8.  | Thanks for the Memory             | Leo Robin,Ralph Rainger                    | 3:33  |
| 9.  | Medley: Badia/Boogie Woogie Waltz | Joe Zawinul                                | 9:32  |
| 10. | 8:30                              | Joe Zawinul                                | 2:36  |
| 11. | Brown Street                      | Joe Zawinul,Wayne Shorter                  | 8:34  |
| 12. | The Orphan                        | Joe Zawinul                                | 3:17  |
| 13. | Sightseeing                       | Wayne Shorter                              | 5:34  |

## Personnel
- Joe Zawinul : claviers, synthétiseur basse, vocoder, percussions
- Wayne Shorter : Saxophone ténor et soprano
- Jaco Pastorius : basse fretless, percussions, batterie sur 8:30 et Brown Street
- Peter Erskine : batterie
- Erich Zawinul : percussions sur Brown Street
- The West Los Angeles Christian Academy Children's Choir : chœur sur The Orphan